# Javier Elorrieta
Javier Elorrieta Pérez de Diego (Madrid, 1950- ) es un director de cine, compositor, guionista y publicista español.

## Biografía
Nace en Madrid en 1950. Comienza su carrera profesional como compositor para películas. Más tarde colabora con su padre, el director José María Elorrieta.
A partir de 1971 realiza varios cortometrajes y se hace realizador publicitario. En 1975 crea su propia productora, Origen S.A. con la que realiza diversos spots premiados en diferentes festivales.
En 1979 dirige su primer largometraje, La larga noche de los bastones blancos, con la que consigue diferentes premios, entre ellos el que concedía el Ministerio de Cultura al mejor nuevo director.
En 1985 dirige el largometraje La noche de la ira.
En varias ocasiones ha dirigido a estrellas del cine internacional. En 1989 dirige la película Sangre y arena protagonizada por Sharon Stone y basada en la novela homónima de Vicente Blasco Ibáñez. En 1991 rueda la comedia Los gusanos no llevan bufanda con Roddy McDowall, protagonista de El planeta de los simios, y Anthony Perkins, el mítico protagonista de Psicosis.
En 1993 dirige el largometraje Cautivos de la sombra, basado en el premio Nadal La otra orilla de la droga, de José Luis de Tomás.
En 1995 dirige la película Demasiado caliente para ti, y en 1996 el largometraje para televisión Tu pasado me condena, ese mismo año realiza para TVE la serie Contigo pan y cebolla.
En 1997 dirige para Antena3, la serie Arévalo & Cía, que repite en 1998 y 1999.
En 2000 realiza para la primera de TVE la serie Paraíso, que renueva en el 2001, 2002 y 2003.
En 2002 dirige, también, el largometraje Pacto de brujas. En 2005-2006 dirige la película Rojo intenso. En 2007 dirige Humo y azahar.
Su hija, Bárbara, también es actriz de cine.
En 2009 Javier Elorrieta edita su primer disco como intérprete, publicado por el sello Autor, de título Ne me quitte pas, en el que repasa a ritmo de jazz clásicos de la canción francesa.
En 2011 graba su disco "Boheme - El amor perdido" en el mismo estilo.
En 2012 dirige la obra teatral Testigo de cargo de Agatha Christie. En ese mismo año, sale a la venta su tercer disco "Souvenir Souvenir", que mezcla la bossa nova, el jazz y el pop.
En 2014 publica su disco "Temps d'aimer", donde vuelve a fusionar el jazz y la canción francesa.
En 2016 publica su quinto disco "Aranjuez Mon Amour".
En 2017 dirige "Historias Made in Spain", una parodia de momentos históricos de España.
En 2019 publica su sexto disco de estudio "Avec le temps".
En 2023 dirige "Delfines de Plata", basada en la novela homónima de Félix García Hernán. Un thriller protagonizado por Rodolfo Sancho, Will Shephard, Malcom Treviño-Sitté y María Blanco.
En 2023 publica junto con Alejandro González Geel el libro "35 MM y un pentagrama".

## Premios

### Publicidad
- El spot "MARIONETA", Gran Premio en el Festival Internacional "FIAP",
- La película "TODOS PERDEMOS ALGO", para la Dirección General de Tráfico, con la que consigue el Premio de la Crítica en el Festival de Berlín.
- Ampe de oro.

### Televisión
- Serie Fútbol en acción, Medalla de bronce Festival New York.

### Cine
- La larga noche de los bastones blancos, Premio del Ministerio de Cultura, Mejor nuevo director, premios al Nuevo cine Español, Mejor director revelación, Premios Long Play de Arte, Mejor nuevo director.

## Filmografía

### Director
| Año  | Película                                   | Director          |
| ---- | ------------------------------------------ | ----------------- |
| 2023 | Delfines de Plata (D)                      | Javier Elorrieta  |
| 2016 | Historias Made in Spain (D)                | Javier Elorrieta  |
| 2007 | Humo y azar (DG)                           | Javier Elorrieta  |
| 2006 | Rojo intenso (DG)                          | Javier Elorrieta  |
| 2002 | Pacto de brujas (DG)                       | Javier Elorrieta  |
| 1996 | Demasiado caliente para ti (DG)            | Javier Elorrieta  |
| 1993 | Cautivos de la sombra (D)                  | Javier Elorrieta  |
| 1991 | Los gusanos no llevan bufanda (D)          | Javier Elorrieta  |
| 1989 | Sangre y arena (D)                         | Javier Elorrieta  |
| 1988 | Al filo del hacha (C)                      | José Ramón Larraz |
| 1987 | Las vacaciones de Toby (D)                 | Javier Elorrieta  |
| 1986 | La noche de la ira (D)                     | Javier Elorrieta  |
| 1979 | La larga noche de los bastones blancos (D) | Javier Elorrieta  |
| 1974 | El último proceso en París (C)             | José Canalejas    |

- (D) Director
- (DG) Director y guionista
- (C) Compositor